# Srebro sulfid
Srebro sulfid, , je sulfid srebra. On je gusta crna čvrsta materija. Od njega se sastoje zatamnjenja koja se formiraju na srebrnom posuđu i drugim srebrnim objektima Srebro sulfid je nerastvoran. On se može razložiti jakim kiselinama. Srebro sulfid poseduje kovalentnu vezu između srebra (elektronegativnost 1.98) i sumpora (elektronegativnost 2.58). Kad se formiraju na električnim kontaktima u atmosferi bogatoj vodonik sulfidom njegovi kristali imaju oblik dugačkih filamenata.